# Turzovka
Turzovka (Hongaars:Turzófalva) is een Slowaakse stad in de regio Žilina, en maakt deel uit van het district Čadca.
Turzovka telt 7785 inwoners.